# Kido Takayoshi
 (octobre 2018).
Si vous disposez d'ouvrages ou d'articles de référence ou si vous connaissez des sites web de qualité traitant du thème abordé ici, merci de compléter l'article en donnant les références utiles à sa vérifiabilité et en les liant à la section « Notes et références ».
Kido Takayoshi est un nom japonais traditionnel ; le nom de famille (ou le nom d'école), Kido, précède donc le prénom (ou le nom d'artiste).
Kido Takayoshi (木戸 孝允, 11 août 1833-26 mai 1877) était un homme politique japonais pendant la fin du shogunat Tokugawa et l'ère Meiji. Il a grandement participé à l'avènement de la restauration Meiji. Kido est, avec Saigô Takamori et Ôkubo Toshimichi, l'un des trois grands nobles de la restauration (維新の三傑, ishin no sanketsu). Il se faisait appeler Niibori Matsusuke quand il luttait contre le shogun, et est aussi connu sous le nom de Katsura Kogorô.

## Jeunesse
Kido est né à Hagi, sur le domaine de Chōshū. Son père Wada Masakage (ja) (和田 昌景) était le médecin du domaine. À l'âge de 7 ans, Kido est adopté par la famille Katsura et gardera le nom de Katsura Kogorô (桂 小五郎) jusqu'en 1865. Il reçoit une éducation à l'académie Yoshida Shôin, de laquelle il retirera une philosophie de loyauté à l'empereur.
En 1852, il va étudier le maniement des armes à Edo, se lie aux samouraïs radicaux du domaine de Mito, apprend les techniques d'artillerie avec Hidetatsu Egawa et, après avoir observé la construction de navires étrangers à Nagasaki et Shimoda, rentre à Chōshū superviser la construction du premier navire de guerre à l'occidentale du domaine.

## Renversement des Tokugawa
Après 1858, Kido est basé à la résidence domaniale à Edo où il sert de liaison entre la bureaucratie du domaine et les éléments radicaux parmi les jeunes samouraïs de basse classe qui supportent le mouvement Sonnō jōi. S'étant attiré la méfiance du shogunat en raison de ses liens avec les loyalistes de Mito à la suite de la tentative d'assassinat d'Andō Nobumasa, il est transféré à Kyoto. Cependant, alors qu'il se trouve à Kyôto, il se révèle incapable d'empêcher le coup d'État du 30 septembre 1863 par les forces des domaines d'Aizu et de Satsuma, qui expulsent les troupes de Chōshū hors de la ville. Il est impliqué dans la tentative ratée de Chōshū du 20 août 1864 de reprendre le contrôle de la ville et est forcé de se cacher avec une geisha du nom de Ikumatsu qui deviendra plus tard sa femme.
À la suite de la prise de contrôle de la politique de Chōshū par des éléments radicaux menés par Takasugi Shinsaku, Kido joue un rôle dans la formation de l'alliance Satchô qui se révèlera capitale lors de la guerre de Boshin et de la restauration Meiji.

## Homme politique du gouvernement de Meiji
À la chute du Bakufu des Tokugawa, Kido joue un grand rôle dans l'établissement du nouveau gouvernement de Meiji. En tant que sangi (conseiller impérial), il contribue à ébaucher la Charte du serment et met en œuvre une politique de centralisation et de modernisation. Il aide également à diriger l'abolition du système han. Il prête la main à un complot visant à neutraliser Kawakami Gensai, un des quatre assassins du Bakumatsu, qu'il avait lui-même soutenu autrefois ; Kawakami était devenu une menace pour le nouveau gouvernement, qui redoutait ses critiques résultantes d'un idéal très conservateur.
En 1871, il accompagne la mission Iwakura dans son voyage autour du monde aux États-Unis et en Europe, et s'intéresse spécialement à la politique et aux systèmes éducatifs occidentaux. À son retour au Japon, il devient un grand avocat de la mise en place d'un gouvernement constitutionnel. Réalisant tout comme Ôkubo Toshimichi que le Japon n'est pas en mesure de rivaliser avec les puissances occidentales dans son état actuel, les deux hommes retournent au Japon juste à temps pour empêcher l'invasion de la Corée (Seikanron).
Kido perd sa position dans l'oligarchie de Meiji au profit d'Ôkubo Toshimichi, et se retire du gouvernement en signe de protestation contre l'expédition de Taïwan de 1874, à laquelle il s'était catégoriquement opposé.
À la suite de la conférence d'Osaka de 1875, Kido accepte de revenir dans le gouvernement, et devient secrétaire de l'Assemblée des gouverneurs préfectoraux, assemblée créée lors de la conférence d’Osaka.
Il meurt de mort naturelle à 43 ans seulement au cours de la rébellion de Satsuma de 1877.

## Postérité
Les journaux intimes de Kido révèlent un conflit intérieur intense entre sa loyauté à son domaine de Chōshū et l'intérêt encore plus grand du pays. Il y mentionne souvent comment il doit se défendre chez lui des rumeurs le qualifiant de traître envers ses anciens amis ; la notion de nation est alors relativement nouvelle au Japon, et donc la majorité des samouraïs se souciaient davantage de conserver le plus de privilèges possible pour leur propre domaine.
Le petit-fils de sa sœur cadette était le gardien du sceau privé du Japon, Kōichi Kido (木戸 幸一).

## Dans la fiction
Dans l'OVA de Kenshin le vagabond, « Confiance et trahison », Katsura est le seigneur de Kenshin quand il n'est encore qu'un assassin. L'acteur qui lui prête sa voix (seiyû) est Tomokazu Seki.
Kido Takayoshi (Katsura Kogorô) apparaît aussi dans l'anime Shura no Toki, et a servi d'inspiration pour le personnage de Katsura dans Gintama.

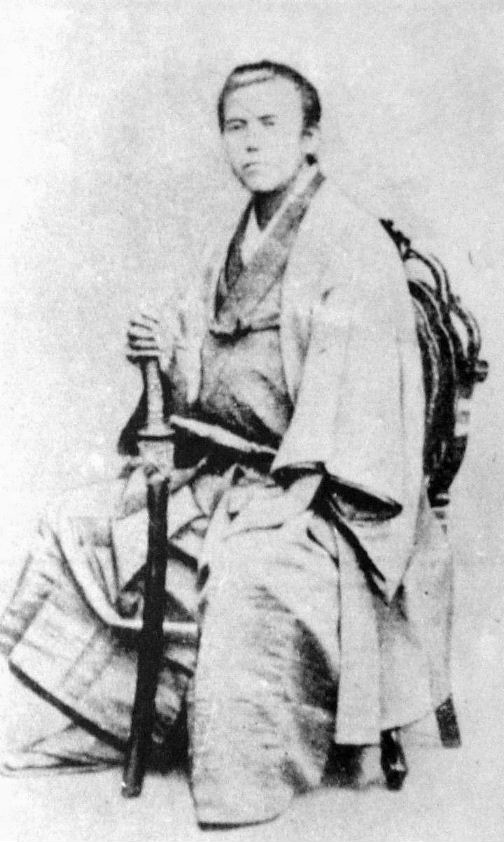
Kido le jeune samouraï.
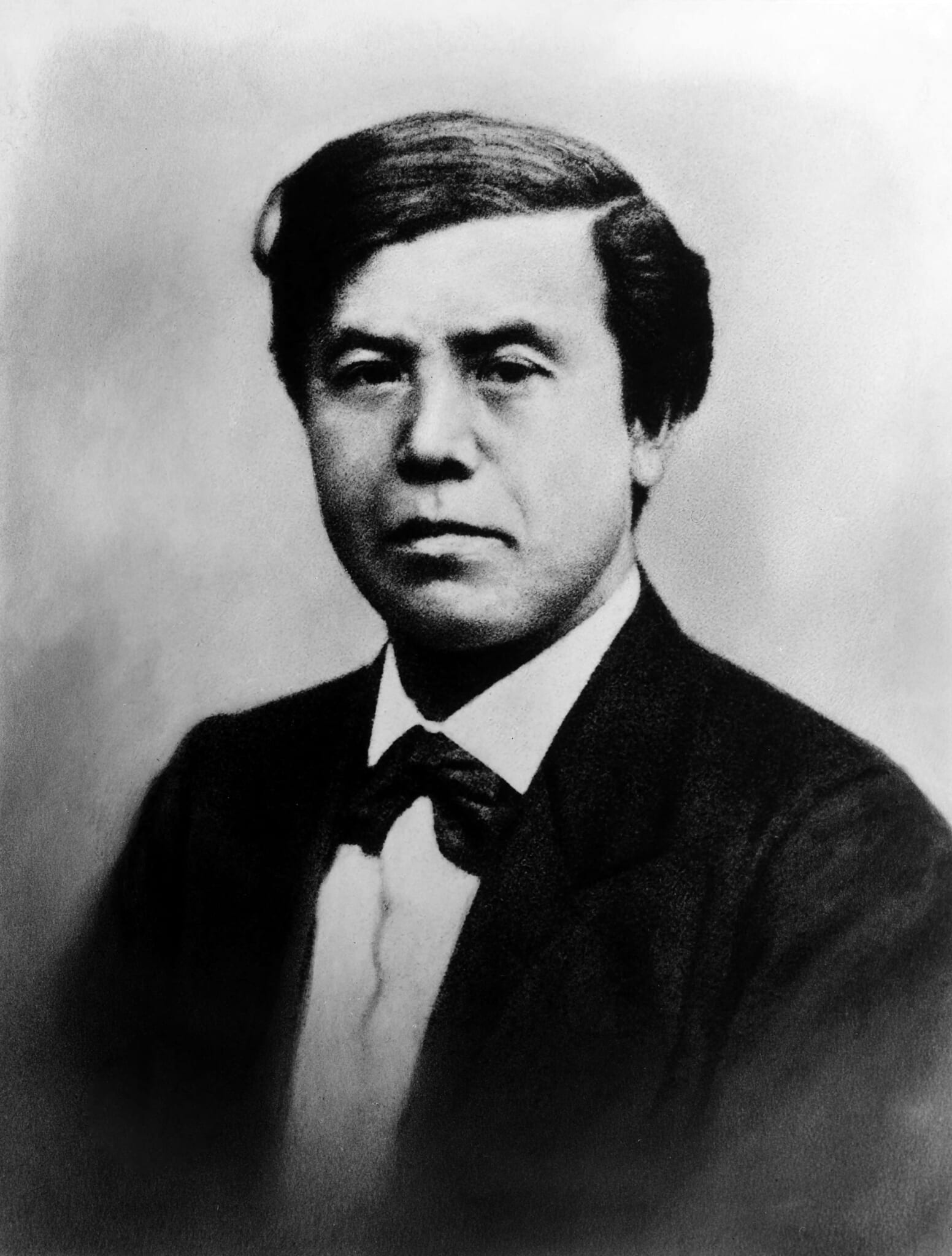
Kido le politicien.